# Roland Bombardella
Roland Bombardella (Dudelange, 9 juli 1957) is een Luxemburgse soldaat en voormalige sprintatleet, die in de jaren zeventig van de 20e eeuw actief was. Hij nam eenmaal deel aan de Olympische Spelen.

## Loopbaan
Bombardella vertegenwoordigde zijn vaderland bij de Olympische Spelen van 1976 in Montreal, Canada, waar hij tot de halve finales reikte van de 200 m. Bombardella was in 1976 een van de drie atleten die actief waren voor het Groothertogdom bij de Zomerspelen. Hoogspringer Marc Romersa en snelwandelaar Lucien Faber waren de andere twee atleten in de ploeg, die in totaal uit acht man bestond.
Van 1 januari 2006 tot juli 2012 was Bombardella Luxemburgs 'Hoge Commissaris voor Nationale Bescherming'.

## Persoonlijke records
| Onderdeel | Prestatie | Jaar |
| --------- | --------- | ---- |
| 100 m     | 10,1 s    | 1978 |
| 200 m     | 20,77 s   | 1978 |

## Palmares

### 200 m
- 1976: 6e in ½ fin. OS - 21,18 s (in ¼ fin. 21,03 s)

## Onderscheidingen
- Luxemburgs Sportman van het Jaar - 1975, 1976, 1977, 1978